# Heliconius rufolinea
Heliconius rufolinea är en fjärilsart som beskrevs av Heinrich Neustetter 1928. Heliconius rufolinea ingår i släktet Heliconius och familjen praktfjärilar. Inga underarter finns listade i Catalogue of Life.